# Omaga
Omaga è un singolo del cantante ceco Benny Cristo, pubblicato il 17 febbraio 2021 su etichetta discografica Championship Music.
Il brano è stato selezionato per rappresentare la Repubblica Ceca all'Eurovision Song Contest 2021.

## Descrizione
In seguito alla sua vittoria a Eurovision Song CZ 2020 con il brano Kemama, Benny Cristo ha guadagnato il diritto di rappresentare la Repubblica Ceca all'Eurovision Song Contest 2020, prima della cancellazione dell'evento. A maggio 2020 l'emittente radiotelevisiva nazionale Česká televize l'ha riselezionato internamente come rappresentante nazionale per l'edizione eurovisiva successiva. Omaga, il cui titolo è una storpiatura della frase "Oh My God", è stato confermato come brano ceco per l'Eurovision Song Contest 2021 il 16 febbraio 2021, e pubblicato sulle piattaforme digitali il giorno seguente.
Nel maggio successivo, Ben Cristovao si è esibito nella seconda semifinale eurovisiva come Benny Cristo, piazzandosi al 15º posto su 17 partecipanti con 23 punti totalizzati e non qualificandosi per la finale.

## Tracce
Testi e musiche di Filip Vlček e Ben Cristovao.
1. Omaga – 3:00